# مايكل برادلي
مايكل برادلي (بالإنجليزية: Michael Bradley)‏ هو لاعب كرة قدم أمريكي ولد 31 يوليو 1987 في مدينة أونتاريو بولاية نيوجيرسي الأمريكية يلعب لمنتخب أمريكا لكرة القدم. حاليا يلعب ل نادي روما الإيطالي، ويمثل المنتخب الأمريكي.
هو ابن المدرب بوب برادلي.

## روابط خارجية
- مايكل برادلي على موقع الاتحاد الدولي (مؤرشف)  (الإنجليزية)
- مايكل برادلي على موقع الاتحاد الأوربي (الإنجليزية)
- مايكل برادلي على موقع الدوري الأمريكي (الإنجليزية)
- مايكل برادلي على موقع قاعدة بيانات كرة القدم.إي يو (الإنجليزية)
- مايكل برادلي على موقع بيانات كرة القدم. دي إي (الألمانية)
- مايكل برادلي على موقع ليكيب (الفرنسية)
- مايكل برادلي على موقع ناشيونال فوتبول تيمز (الإنجليزية)
- مايكل برادلي على موقع Soccerbase.com (لاعب) (الإنجليزية)
- مايكل برادلي على موقع Soccerway.com (الإنجليزية)
- مايكل برادلي على موقع عالم كرة القدم.نت (الإنجليزية)